# 로크마

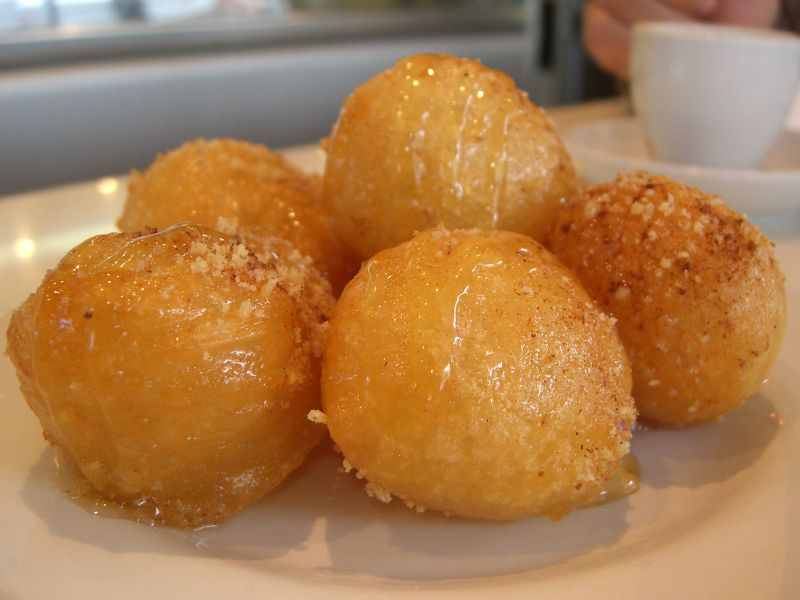

로크마(튀르키예어: lokma) 또는 루쿠마스(그리스어: λουκουμάς)는 도넛 위에 시럽, 초콜릿 소스 또는 계피, 때때로 참깨 또는 호두를 뿌려서 만든 페이스트리이다.

## 같이 보기
- 굴랍자문
- 잘레비
- 추로
- 툴룸바
- 보르초그